# Realidades (álbum de Los Tigres del Norte)
Realidades es el título de un álbum de estudio lanzado porla banda de regional mexicano Los Tigres del Norte. Realidades (Edición Deluxe) ganó un premio Grammy al Mejor Álbum de Música Regional Mexicana (incluyendo Tejano).
La preproducción comenzó en la primavera de 2014. Realidades y Realidades (Edición Deluxe) alcanzaron las listas latinas de Billboard. El exitoso sencillo "La Bala" fue una continuación del álbum MTV Unplugged de 2011.

## Reconocimientos
Realidades (Edición Deluxe) ganó el Premio Grammy al Mejor Álbum de Música Regional Mexicana (incluyendo Tejano) en la 58.ª edición de los Premios Grammy.
En 2015, “Era Diferente” recibió el Premio de Reconocimiento Especial (idioma español) en la 26.ª edición anual de los GLAAD Media Awards.

## Lista de canciones
| N.º | Título                  | Duración |  |
| 1.  | «La Bala»               | 3:18     |  |
| 2.  | «Qué Tal Si Eres Tú»    | 3:00     |  |
| 3.  | «Hoy Le Hablo A Diario» | 3:06     |  |
| 4.  | «Amarte Me Hace Bien»   | 3:38     |  |
| 5.  | «El Gallo Del Mojado»   | 3:25     |  |
| 6.  | «Era Diferente»         | 3:01     |  |
| 7.  | «Así Es El Amor»        | 3:22     |  |
| 8.  | «La Puerta Del Rancho»  | 3:08     |  |
| 9.  | «Necesitamos Conversar» | 3:15     |  |
| 10. | «La Hija, La Mamá»      | 3:01     |  |
| 11. | «La Jefa Del Jefe»      |          |  |

| Pistas extra de la Edición Deluxe |                              |          |  |
| N.º                               | Título                       | Duración |  |
| 12.                               | «Me Siguen Llamando El Jefe» | 3:13     |  |
| 13.                               | «Se Me Acabó El Tequila»     | 3:48     |  |
| 14.                               | «Nomás Cuando Estoy Sin Ti»  | 2:54     |  |
| 15.                               | «Historia De Amor»           | 3:59     |  |
| 16.                               | «Ojalá»                      | 3:19     |  |
| 17.                               | «La Guardería»               | 3:24     |  |

## Créditos
- Alfonso Ródenas: Ingeniero
- Hernán Hernández: Banda
- Jorge Hernández: Banda
- Luis Hernández: Banda
- Oscar Lara: Banda
- Joseph Pope: Asistente de grabación
- Brian (Bt) Gibbs: Asistente de grabación

## Gráficos
| Gráfica (2014)                           | Posición más alta |
| ---------------------------------------- | ----------------- |
| Estados Unidos (Billboard 200)           | 130               |
| Estados Unidos (Top Latin Albums)        | 2                 |
| Estados Unidos (Regional Mexican Albums) | 1                 |

| Gráfica (2014)                  | Posición |
| ------------------------------- | -------- |
| US Top Latin Albums (Billboard) | 40       |
| Gráfica (2015)                  | Posición |
| US Top Latin Albums (Billboard) | 62       |